# Liophis anomalus
Liophis anomalus este o specie de șerpi din genul Liophis, familia Colubridae, descrisă de Günther 1858. Conform Catalogue of Life specia Liophis anomalus nu are subspecii cunoscute.